# Quadrefiore
Les quadrefiore (littéralement « quatre fleurs ») sont une variété de pâtes carrées au bord ondulé. Elles doivent être bien cuites (15 à 18 min) et conviennent à tous types de sauce,.